# St. Jakobus der Ältere (Troistedt)

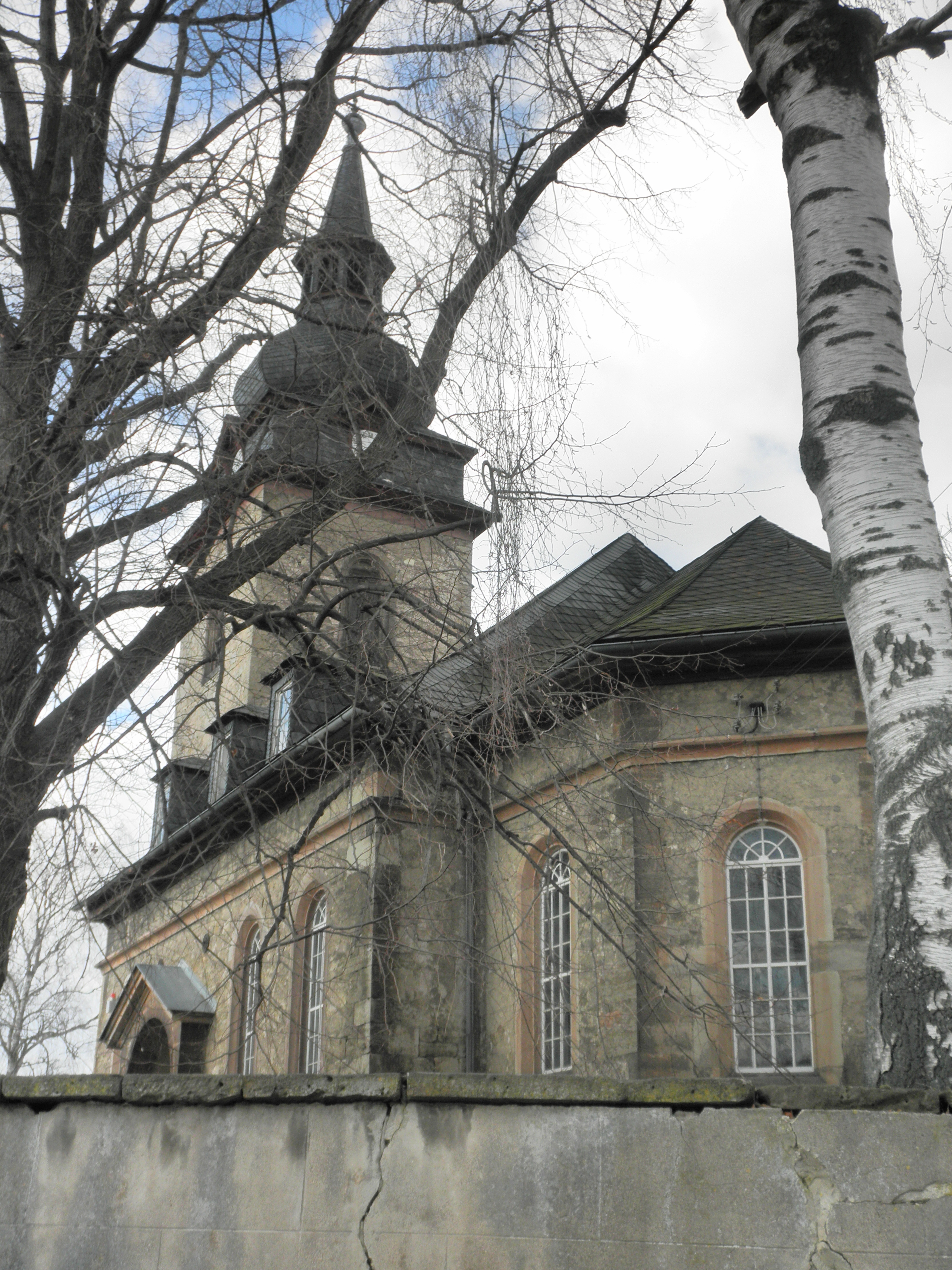
Die Kirche

Die Dorfkirche St. Jakobus der Ältere steht in Troistedt im Landkreis Weimarer Land in Thüringen. Die Kirchengemeinde gehört zum Kirchengemeindeverband Niederzimmern im Kirchenkreis Weimar der Evangelischen Kirche in Mitteldeutschland.

## Lage
Die evangelische Kirche und der Friedhof befinden sich am Nordrand des Rundlingdorfes.

## Geschichte
Nachdem die mittelalterliche Vorgängerkirche 1823 den Flammen zum Opfer gefallen war, wurde die rechteckige Saalkirche mit eingezogenem Chor und dreiseitigem Abschluss 1824–1826 in romanischen Formen nach Plänen von Clemens Wenzeslaus Coudray wieder aufgebaut. Der Kirchturm, in dem sich eine Kapelle mit Kreuzgratgewölbe befindet, erhielt 1904 eine barocke Haube. Ein flaches Zeltdach bildet den Turmabschluss. Der Maler Lyonel Feininger machte den Turm zu einem Motiv.

## Ausstattung
Im Kirchenschiff sind zweigeschossige Emporen eingebaut. An der Ostseite steht der Emporenkanzelaltar. Im Obergeschoss befindet sich eine Säulengalerie beiderseits der Kanzel mit spätgotischen Schnitzfiguren der zwölf Apostel.
Im Schlossmuseum Weimar sind folgende Schnitzwerke der Kirche ausgestellt: Ein romanisches Kruzifix, eine gotische Kreuzigungsfigur und eine Madonnenfigur. Oft stehen sie auch in der Kirche zu Bergern.

## Orgel
Die Orgel wurde 1823 von Johann Christian Adam Gerhard (1780–1837) mit 1035 Pfeifen und einem Glockenspiel geschaffen.